# Покровська церква (Нові Петрівці)
Церква Покрови Пресвятої Богородиці (Покровська церква) — чинна церква, пам'ятка архітектури місцевого значення, у селі Нові Петрівці Вишгородського району Київської області. Духовний осередок села. Парафія належить до Київської єпархії Православної церкви України.

## З історії церкви

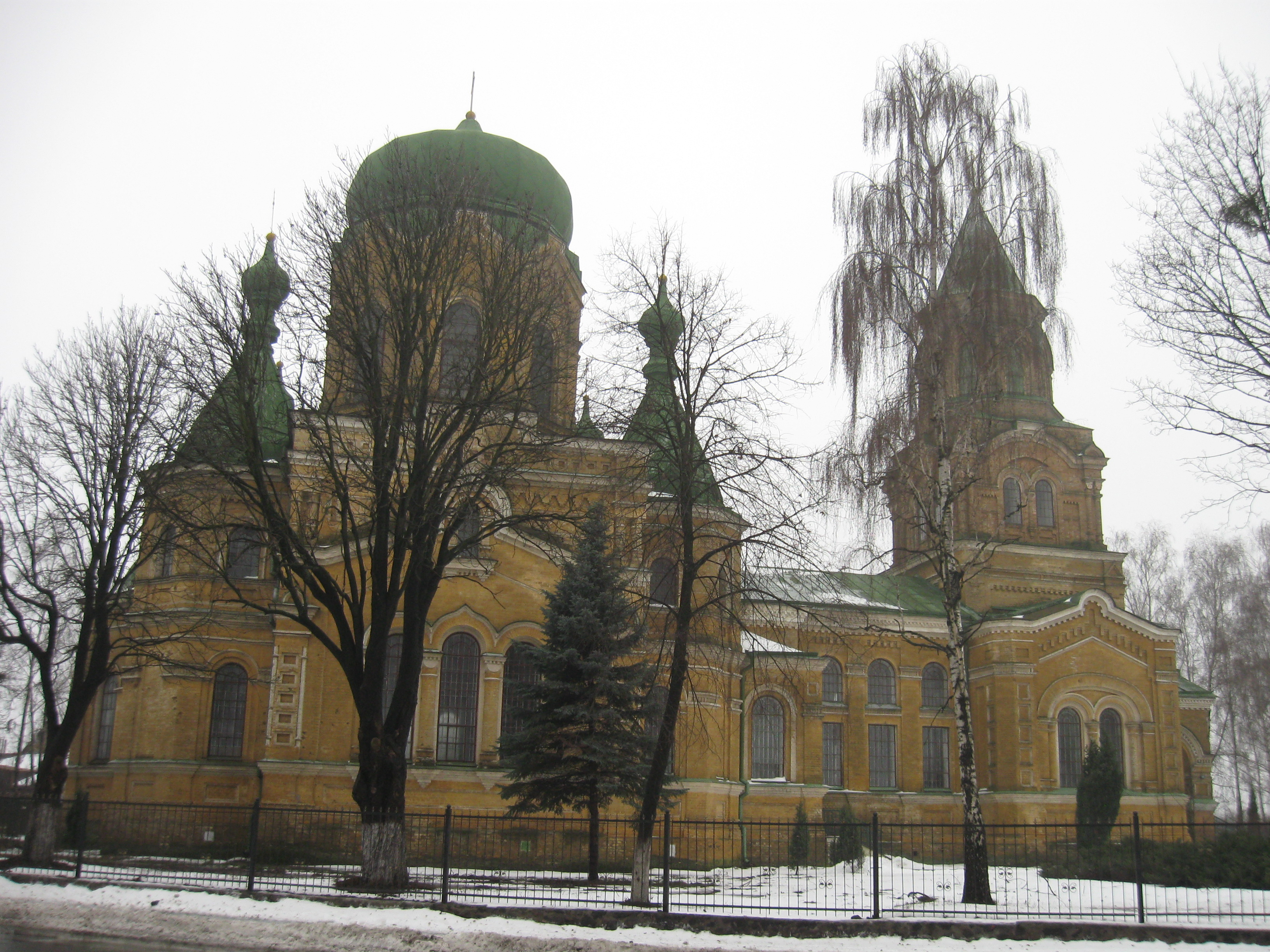
Церква Покрови Пресвятої Богородиці до реставрації

Покровська церква Нових Петрівцях збудувана у 1903—13 роках за проектом архітектора Миколи Горденіна (освячення відбулося у 1910 році). Вважається, що її зводили на кошти прихожан, які збирав приходський священнк Йосип Куколевський. 
У радянський час, коли на державному рівні була організована боротьба з релігією, ця культова споруда не була знесена, але й використовувалася не за призначенням — до 1993 року в церкві експонувалася діорама «Битва за Київ» Державного музею-заповідника «Битва за Київ у 1943 році». Згодом церква була повернута релігійній громаді, зокрема парафіянам УПЦ КП.
17 жовтня 2010 року Покровська церква у Нових Петрівцях відзначив 100-ту річницю від дня освячення. Напередодні, 16 жовтня Святійший Патріарх Київський і всієї Руси-України Філарет відслужив Всенічне бдіння у Свято-Володимирському Патріаршому кафедральному соборі (Київ), а в самий день свята відвідав Нові Петрівці, де у Покровській церкві відслужив Божественну Літургію. Його Святості співслужили: ігум. Амвросій, ігум. Митрофан, проректор КПБА прот. Олександр Трофимлюк, парох церкви священик Тарас Кобевка та духовенство Київської єпархії. Під час Божественної Літургії на малому вході Святійший Патріарх нагородив пароха церкви священика Тараса Кобевку — камілавкою. Після відпусту Святійший Владика нагородив голову селищної ради Родіона Миколайовича Старенького орденом Святителя Миколая Чудотворця, а також було вручено 13 Благословенних Патріарших грамот.
Метричні книги, клірові відомості, сповідні розписи церкви Покрова Пресвятої Богородиці с. Нові Петрівці (іст. Петрівці) XVIII ст. - Київської сот. і п., з 1781 р. Київського пов. і нам., з 1797 р. Київського пов. і губ.; ХІХ ст. - Старопетрівської волості Київського пов. Київської губ. зберігаються в ЦДІАК України. http://cdiak.archives.gov.ua/baza_geog_pok/church/novi_007.xml [Архівовано 19 грудня 2018 у Wayback Machine.]

## Архітектура

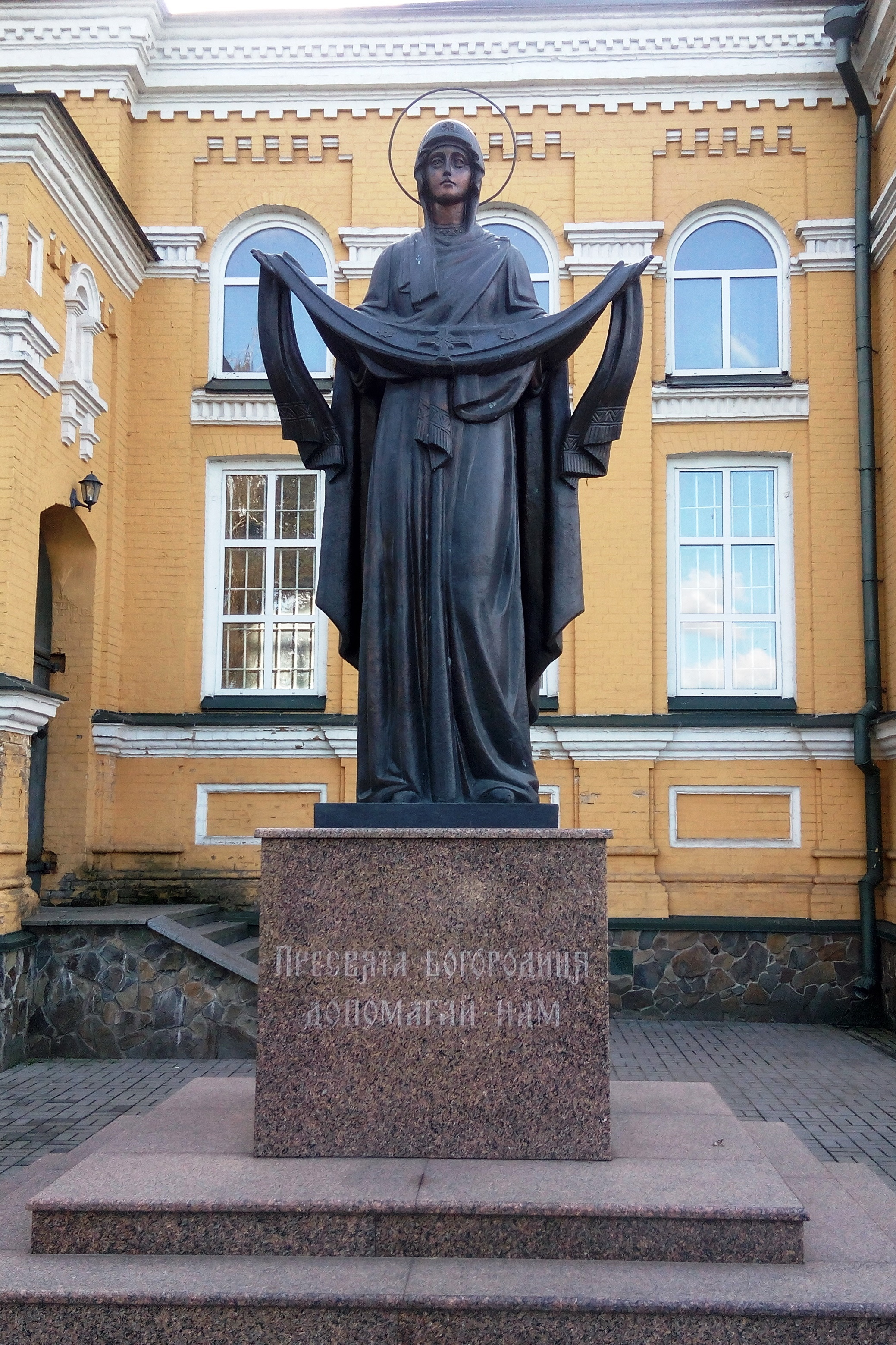
Пам'ятник Пресвятої Богородиці

Будівля є великою та пишно декорованою — масивність і витонченість церкви з'єднуються багатою фантазією майстра у єдине ціле; це один з найяскравіших зразків цегляних церков Київщини.
За архітектурою Покровська церква в Нових Петрівцях — еклектична, з деякими елементами російського стилю. Загалом же у формах культової споруди та її окремих деталях відчувається характерна для початку ХХ століття (час зведення церкви) суміш кількох архітектурних стилів.